# Mazzino Montinari
Mazzino Montinari (Lucca, 4 de abril de 1928 - Florencia, 24 de noviembre de 1986) fue un profesor italiano, especializado en germanística. Se le conoce por la gran edición contemporánea de Friedrich Nietzsche, realizada con Giorgio Colli, que ha supuesto el "Renacimiento Nietzsche".

## Trayectoria
Montinari militó abiertamente con los comunistas italianos, y fue funcionario del Partido. Sus dudas se iniciaron con los graves sucesos de Berlín, en 1953, y se reforzaron con la crisis húngara de 1956. Abandonó sus actividades en 1958, hizo amistad con disidentes del Este, y se instaló a trabajar en Florencia en tareas editoriales.
Tras la caída del fascismo en Italia, había empezado a preocuparse por la edición de escritos alemanes.
En 1953, pudo visitar asiduamente la RDA en busca de manuscritos. Concretamente, tras su estancia en Weimar, donde estudió archivos y manuscritos, hizo la más importante edición —con su maestro y amigo Giorgio Colli, al que sobrevivió— de las obras de Friedrich Nietzsche en la segunda mitad del siglo XX. Es una versión de cientos de inéditos, una ordenación rigurosa y una seria anotación que ha sido tenida en cuenta en todos los países desde entonces.
Apareció tanto en italiano, por Adelphi en Milán, como en francés, por Gallimard en París (Œuvres philosophiques complètes, 1968 y ss.)), en alemán, por Walter de Gruyter (Werke, Kritische Gesamtausgabe, 1967 y ss.) o en holandés, por Sun, traducidos sujetándose a su versión e interpretación italiana. La versión de Nietzsche en España por Alianza Editorial fue claramente deudora de su trabajo. Se la conoce por la edición Colli-Montinari, y fue determinante en la recuperación extranjera (francesa o italiana) de Nietzsche, tras la Segunda Guerra, con importantes contribuciones de Georges Bataille, Michel Foucault, Gilles Deleuze, Jacques Derrida, Gianni Vattimo y el propio Giorgio Colli. Por su parte, los artículos de Colli, que además escribió los prólogos, han dado peso teórico a sus interpretaciones parciales sobre el autor y sobre la historia de la filosofía (a veces, presentados por Montinari).
La difícil escritura de Nietzsche fue descifrada por Montinari en un verdadero ejercicio filológico magistral. Por otro lado, él pudo comprobar y denunciar que el libro La voluntad de poder era una mixtificación, basada en la obra póstuma pero con interpolaciones y desviaciones teóricas, llevadas a cabo por la hermana del autor, cercana al nazismo y manipuladora de su legado. Lo demostró en su escrito: "La voluntad de poder" no existe.
En 1972, Montinari, entre otros, fundó la revista internacional Nietzsche-Studien, en la que escribió hasta su muerte.
En 1985 le fue conferido el Friedrich-Gundolf-Preis.

## Libros
- Obras completas de F. Nietzsche en Milán, Adelphi y otros países (ed. Colli-Montinari).
- Lo que dijo Nietzsche, Salamandra, 2003, ISBN 978-84-7888-569-5
- Friedrich Nietzsche, París, PUF, 2001, posfacio de Paolo D'Orio (or. 1975, en italiano, trad. y ampl. al alemán en 1991, tenida en cuenta para ésta.
- M. Montinari y otros, Giorgio Colli, Milán, Franco Angeli, 1983, editado por S. Barbera y G. Campioni.